# Landry Mulemo
Landry Mulemo (Kinshasa, 17 settembre 1986) è un ex calciatore belga naturalizzato congolese (Repubblica Democratica del Congo), di ruolo difensore.

## Palmarès

### Club

#### Competizioni nazionali
- Campionato belga: 2

Standard Liegi: 2007-2008, 2008-2009

## Statistiche

### Cronologia presenze e reti in nazionale
| Cronologia completa delle presenze e delle reti in nazionale ― RD del Congo | Cronologia completa delle presenze e delle reti in nazionale ― RD del Congo | Cronologia completa delle presenze e delle reti in nazionale ― RD del Congo | Cronologia completa delle presenze e delle reti in nazionale ― RD del Congo | Cronologia completa delle presenze e delle reti in nazionale ― RD del Congo | Cronologia completa delle presenze e delle reti in nazionale ― RD del Congo | Cronologia completa delle presenze e delle reti in nazionale ― RD del Congo | Cronologia completa delle presenze e delle reti in nazionale ― RD del Congo |
| Data                                                                        | Città                                                                       | In casa                                                                     | Risultato                                                                   | Ospiti                                                                      | Competizione                                                                | Reti                                                                        | Note                                                                        |
| --------------------------------------------------------------------------- | --------------------------------------------------------------------------- | --------------------------------------------------------------------------- | --------------------------------------------------------------------------- | --------------------------------------------------------------------------- | --------------------------------------------------------------------------- | --------------------------------------------------------------------------- | --------------------------------------------------------------------------- |
| 9-2-2011                                                                    | Libreville                                                                  | Gabon                                                                       | 2 – 0                                                                       | RD del Congo                                                                | Amichevole                                                                  | -                                                                           |                                                                             |
| 27-3-2011                                                                   | Kinshasa                                                                    | RD del Congo                                                                | 3 – 0                                                                       | Mauritius                                                                   | Qual. Coppa d'Africa 2012                                                   | -                                                                           | 46’                                                                         |
| 5-6-2011                                                                    | Belle Vue Maurel                                                            | Mauritius                                                                   | 1 – 2                                                                       | RD del Congo                                                                | Qual. Coppa d'Africa 2012                                                   | -                                                                           |                                                                             |
| 10-8-2011                                                                   | Bakau                                                                       | Gambia                                                                      | 3 – 0                                                                       | RD del Congo                                                                | Amichevole                                                                  | -                                                                           |                                                                             |
| 11-11-2011                                                                  | Lobamba                                                                     | eSwatini                                                                    | 1 – 3                                                                       | Gabon                                                                       | Qual. Mondiali 2014                                                         | -                                                                           |                                                                             |
| 2-3-2012                                                                    | Doha                                                                        | Egitto                                                                      | 0 – 0                                                                       | RD del Congo                                                                | Amichevole                                                                  | -                                                                           | 66’                                                                         |
| 2-6-2012                                                                    | Yaoundé                                                                     | Camerun                                                                     | 1 – 0                                                                       | RD del Congo                                                                | Qual. Mondiali 2014                                                         | -                                                                           |                                                                             |
| 10-6-2012                                                                   | Kinshasa                                                                    | RD del Congo                                                                | 2 – 0                                                                       | Togo                                                                        | Qual. Mondiali 2014                                                         | -                                                                           | 46’                                                                         |
| 17-6-2012                                                                   | Kinshasa                                                                    | RD del Congo                                                                | 3 – 0                                                                       | Seychelles                                                                  | Qual. Coppa d'Africa 2013                                                   | -                                                                           |                                                                             |
| 14-11-2012                                                                  | El Jadida                                                                   | RD del Congo                                                                | 0 – 1                                                                       | Burkina Faso                                                                | Amichevole                                                                  | -                                                                           | 46’                                                                         |
| 7-6-2013                                                                    | Tripoli                                                                     | Libia                                                                       | 0 – 0                                                                       | RD del Congo                                                                | Qual. Mondiali 2014                                                         | -                                                                           | 59’                                                                         |
| Totale                                                                      |                                                                             | Presenze                                                                    | 11                                                                          |                                                                             | Reti                                                                        | 0                                                                           |                                                                             |